# Extramurale ouderenzorg

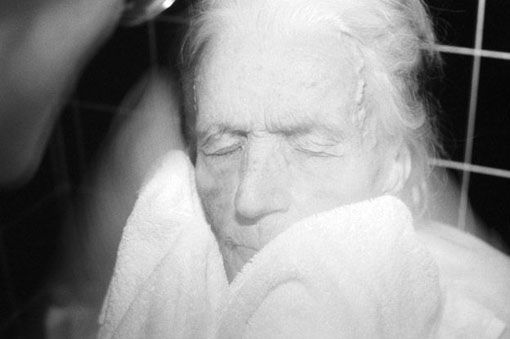
Extramurale ouderenzorg

Extramurale ouderenzorg vanuit verzorgingscentra is een vorm van intensieve thuiszorg voor mensen met een verzorgingshuisindicatie die niet zijn opgenomen in een instelling. Het doel is om zelfstandig wonende ouderen met een verzorgingshuisindicatie zodanig zorg te bieden zodat verhuizing naar een intramurale omgeving kan worden uitgesteld of worden voorkomen.
Door extramurale zorgverlening kunnen mensen langer op zichzelf blijven wonen en krijgen ze toch de nodige zorg en verpleging. Deze zorg wordt vaak aangeboden in geschikte of aangepaste woningen (aanleunwoningen) die in de directe omgeving een verzorgingscentrum zijn gelegen, dit in verband met een korte aanlooptijd van de zorgverleners.
Mensen krijgen zorg in hun eigen huis. Naargelang de benodigde verzorging kan een woonruimte worden voorzien van ondersteunende voorzieningen zoals: alarmering, geen drempels, rolstoel-, bed- of brancardtoegankelijk, handgrepen, aangepaste sanitaire ruimte, lift, enzovoort. Op deze manier speelt de zorgsector op een passende manier in op de zorgvraag.
Extramurale zorg heeft aandacht voor lichamelijke en psychosociale zorgbehoeftes:
- De lichamelijke zelfzorgtekorten
- Sociale behoeftes
- Beide voorgaande bevorderen de geestelijke gezondheid

Extramurale zorg (verzorging, verpleging en psychosociale ondersteuning, aangevuld met het gebruik van voorzieningen en diensten die in het verzorgingshuis aanwezig zijn) is bedoeld voor ouderen met een verzorgingshuisindicatie:
- de te bieden zorg is 24 uur per dag en 7 dagen per week beschikbaar
- in principe wordt dezelfde zorg- en dienstverlening als aan verzorgingshuisbewoners (met  uitzondering van verblijf) aangeboden
- de zorgverlening geschiedt zowel op afspraak als op afroep
- er wordt een individueel zorgpakket samengesteld en vastgelegd in een zorgovereenkomst
- de zorgaanbieder staat voor de continuïteit en de coördinatie van de afgesproken zorg en dienstverlening.

Wanneer een zorgvrager/cliënt niet (meer) in staat is om zelfstandig voor zichzelf te zorgen, dan wordt de totale zorg overgenomen en de woonsituatie daarvoor aangepast. In deze situatie, waarin het niet (langer) mogelijk is dat de zorgvrager/cliënt in een eigen woning blijft wonen, is het zaak ervoor te waken dat de zorgbehoevende de regie over zijn of haar leven niet verliest.